# Luther Ingram
Luther Ingram (* 30. November 1937 in Jackson, Tennessee; † 19. März 2007 in Belleville, Illinois) war ein US-amerikanischer Soulsänger und Songschreiber. Ingrams größter Hit war (If Loving You Is Wrong) I Don’t Want to Be Right, der 1972 Platz 3 der US-Popcharts und Platz 1 der in den R&B-Charts erreichte. Mit Sir Mack Rice schrieb er den Hit Respect Yourself für die Staple Singers. Er hatte Auftritte zusammen mit Ike Turner, Isaac Hayes und wohnte eine Weile mit Jimi Hendrix in New York City.

## Tod
Am 19. März 2007 starb Ingram an Herzversagen. Er litt seit Jahren an Diabetes, Nierenerkrankung und teilweiser Erblindung.

## Diskografie

### Studioalben
| Jahr | Titel Musiklabel Katalog-Nr.                                | Höchstplatzierung, Gesamtwochen, AuszeichnungChartplatzierungen (Jahr, Titel, Musiklabel Katalog-Nr., Platzierungen, Wochen, Auszeichnungen, Anmerkungen) | Höchstplatzierung, Gesamtwochen, AuszeichnungChartplatzierungen (Jahr, Titel, Musiklabel Katalog-Nr., Platzierungen, Wochen, Auszeichnungen, Anmerkungen) | Anmerkungen |
| Jahr | Titel Musiklabel Katalog-Nr.                                | US | R&B | Anmerkungen |
| ---- | ----------------------------------------------------------- | --- | --- | --- |
| 1972 | I’ve Been Here All the Time KoKo 2201                       | US175 (11 Wo.)US | R&B21 (15 Wo.)R&B | Erstveröffentlichung: Dezember 1971 Produzent: Johnny Baylor                                                        |
| 1972 | (If Loving You Is Wrong) I Don’t Want to Be Right KoKo 2202 | US39 (21 Wo.)US | R&B5 (23 Wo.)R&B | Erstveröffentlichung: September 1972 Produzent: Johnny Baylor                                                       |
| 1987 | Luther Ingram Profile 1226                                  | — | R&B61 (3 Wo.)R&B | Erstveröffentlichung: März 1987 Produzenten: Rocky Maffit, Jimmy Johnson, Luther Ingram, Michael Jay, Roger Hawkins |

Weitere Studioalben
- 1976: Let’s Steal Away to the Hideaway (KoKo 1300)
- 1977: Do You Love Somebody (KoKo 1302)

### Kompilationen
- 1991: If Loving You Is Wrong (I Don’t Want to Be Right) (Charly 303)
- 1992: If Loving You Is Wrong I Don’t Want to Be Right: A Golden Classics Edition (Collectables 5192)
- 1996: Greatest Hits (The Right Stuff 7243-8-35884-2-8)
- 2000: Greatest Hits (Malaco)
- 2007: Pity for the Lonely: The KoKo Singles, Vol. 1 (Kent Soul 279)
- 2008: I Don’t Want to Be Right: The KoKo Singles, Vol. 2 (Kent Soul 292)
- 2008: If Loving You Is Wrong I Don’t Want to Be Right: The Best of Luther Ingram (Airline Records)
- 2010: Absolutely the Best of Luther Ingram: If Loving You Is Wrong, I Don’t Want to Be Right (Fuel 2000 / Great American Records / Varèse Sarabande)

### Singles
| Jahr | Titel Album                                                                               | Höchstplatzierung, Gesamtwochen, AuszeichnungChartplatzierungen (Jahr, Titel, Album, Platzierungen, Wochen, Auszeichnungen, Anmerkungen) | Höchstplatzierung, Gesamtwochen, AuszeichnungChartplatzierungen (Jahr, Titel, Album, Platzierungen, Wochen, Auszeichnungen, Anmerkungen) | Anmerkungen |
| Jahr | Titel Album                                                                               | US | R&B | Anmerkungen |
| ---- | ----------------------------------------------------------------------------------------- | --- | --- | --- |
| 1969 | Pity for the Lonely I’ve Been Here All the Time                                           | — | R&B39 (5 Wo.)R&B | Erstveröffentlichung: März 1969 Autoren: Dorian Burton, Gertrude Jones                                                                                        |
| 1969 | My Honey and Me I’ve Been Here All the Time                                               | US55 (7 Wo.)US | R&B19 (11 Wo.)R&B | Erstveröffentlichung: Oktober 1969 Autoren: John McFarland, Luther Ingram                                                                                     |
| 1970 | Ain’t That Loving You (For More Reasons Than One) I’ve Been Here All the Time             | US45 (9 Wo.)US | R&B6 (11 Wo.)R&B | Erstveröffentlichung: März 1970 Autoren: Allen A. Jones, Homer Banks Original: Johnnie Taylor, 1967                                                           |
| 1970 | To the Other Man I’ve Been Here All the Time                                              | — | R&B22 (10 Wo.)R&B | Erstveröffentlichung: 16. September 1970 Antwortsong auf Doris Dukes To the Other Man Autoren: Johnny Baylor, Johnny Northern, Luther Ingram, Randall Stewart |
| 1971 | Be Good to Me Baby I’ve Been Here All the Time                                            | US97 (2 Wo.)US | R&B21 (8 Wo.)R&B | Erstveröffentlichung: März 1971 Autor: Johnny Baylor |
| 1971 | I’ll Love You Until the End I’ve Been Here All the Time                                   | — | R&B39 (5 Wo.)R&B | Erstveröffentlichung: August 1971 Autoren: James Banks, Johnny Baylor                                                                                         |
| 1972 | You Were Made for Me I’ve Been Here All the Time                                          | US93 (3 Wo.)US | R&B18 (4 Wo.)R&B | Erstveröffentlichung: Februar 1972 Autor und Original: Sam Cooke, 1958                                                                                        |
| 1972 | Missing You I’ve Been Here All the Time                                                   | — | R&B26 (9 Wo.)R&B | B-Seite von You Were Made for Me Autoren: John McFarland, Luther Ingram                                                                                       |
| 1972 | (If Loving You Is Wrong) I Don’t Want to Be Right                                         | US3 (16 Wo.)US | R&B1 (15 Wo.)R&B | Erstveröffentlichung: April 1972 Autoren: Carl Hampton, Homer Banks, Raymond Jackson                                                                          |
| 1972 | I’ll Be Your Shelter (In Time of Storm) (If Loving You Is Wrong) I Don’t Want to Be Right | US40 (11 Wo.)US | R&B9 (12 Wo.)R&B | Erstveröffentlichung: November 1972 Autoren: Carl Hampton, Homer Banks, Raymond Jackson                                                                       |
| 1973 | Always (If Loving You Is Wrong) I Don’t Want to Be Right                                  | US64 (5 Wo.)US | R&B11 (7 Wo.)R&B | Erstveröffentlichung: Februar 1973 Autoren: Johnny Baylor, Luther Ingram                                                                                      |
| 1973 | Love Ain’t Gonna Run Me Away (If Loving You Is Wrong) I Don’t Want to Be Right            | — | R&B23 (8 Wo.)R&B | Erstveröffentlichung: Juni 1973 Autor: Johnny Baylor |
| 1976 | Ain’t Good for Nothing Do You Love Somebody                                               | — | R&B44 (12 Wo.)R&B | Erstveröffentlichung: Mai 1976 Autor: Johnny Baylor |
| 1977 | Let’s Steal Away to the Hideaway                                                          | — | R&B33 (13 Wo.)R&B | Erstveröffentlichung: Februar 1977 Autoren: Johnny Baylor, Luther Ingram                                                                                      |
| 1977 | I Like the Feeling Let’s Steal Away to the Hideaway                                       | — | R&B35 (12 Wo.)R&B | Erstveröffentlichung: Mai 1977 Autoren: Johnny Baylor, Luther Ingram                                                                                          |
| 1978 | Do You Love Somebody                                                                      | — | R&B13 (16 Wo.)R&B | Erstveröffentlichung: Dezember 1977 Autor: Johnny Baylor |
| 1978 | Get to Me Do You Love Somebody                                                            | — | R&B41 (16 Wo.)R&B | Erstveröffentlichung: April 1978 Autor: Johnny Baylor |
| 1986 | Baby Don’t Go Too Far Luther Ingram                                                       | — | R&B29 (13 Wo.)R&B | Erstveröffentlichung: November 1986 Autoren: Dave Loggins, Robin Smith                                                                                        |
| 1987 | Don’t Turn Around Luther Ingram                                                           | — | R&B55 (9 Wo.)R&B | Erstveröffentlichung: Februar 1987 Autoren: Diane Warren, Albert Hammond Original: Tina Turner, 1986                                                          |
| 1987 | Gotta Serve Somebody Luther Ingram                                                        | — | R&B89 (5 Wo.)R&B | Erstveröffentlichung: Mai 1987 Autor und Original: Bob Dylan, 1979                                                                                            |

Weitere Singles
- 1965: You Never Miss Your Water
- 1966: I Spy (For the F. B. I.) (mit The G-Men)
- 1966: If It’s All the Same to You Babe
- 1967: You Got to Give Love to Get Love
- 1968: Missing You
- 1969: You Can Depend on Me
- 1969: Puttin’ Game Down
- 1971: Run for Your Life
- 1984: I Don’t Want to Be Right
- 1984: Seeing You Again
- 1987: All in the Name of Love